# ジェミニ宇宙船

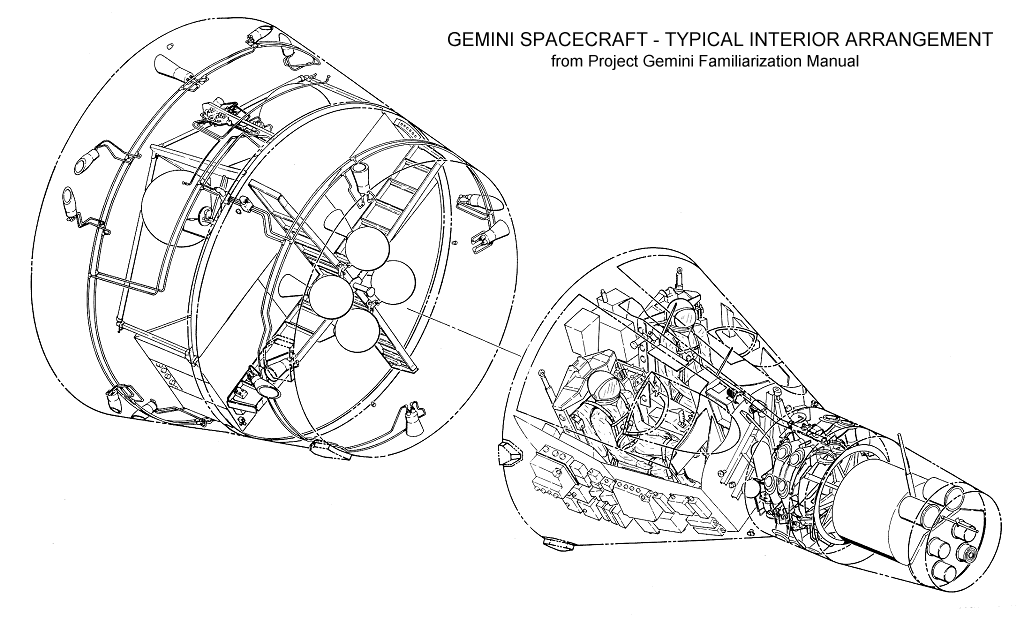
ジェミニ宇宙船

ジェミニ宇宙船（ジェミニうちゅうせん、英: Gemini Spacecraft）は、アメリカ合衆国が1960年代に実施した有人宇宙飛行であるジェミニ計画で用いられた宇宙船。アメリカ合衆国がマーキュリー宇宙船の次に開発した宇宙船である。製造はマクドネル（現：ボーイング）社。

## 概要
アメリカ合衆国最初の宇宙船であるマーキュリー宇宙船は、一人乗りであり軌道変更能力も無いなど、能力も限られたものであった。ジェミニ宇宙船においては、2人乗りに拡大し、最大14日間の宇宙滞在能力を有し、軌道変更能力を持っている。軌道変更能力はランデブーやドッキングに必要なものであり、これは来るべき月飛行計画へ向けての能力拡大であった。1964年にジェミニ1号を皮切りに、1966年までに12基が打ち上げられた。長期滞在モジュールとの連携も構想されたが、これは実現しなかった。
ジェミニ宇宙船はマーキュリー宇宙船の拡大型が基本形状であり、搭乗/再突入部分の形状は円錐/漏斗型である。円錐/漏斗の底辺部分に搭乗者が入る。再突入部にいる搭乗員は円錐底部に背を向ける格好で座る形になっている。キャビン内は狭く、体を動かす余地は少ない。座席は左側が船長、右側が操縦士である。この再突入部はチタンなどでできている。耐熱シールドは、再突入部の底部にあり、全体は浅い皿型の形状で高熱で溶解気化する樹脂を染み込ませたガラス繊維（アブレータ）などでできている。アブレータの気化潜熱により、大気圏再突入時に機体の冷却を行っている。
宇宙船には乗員搭乗用に2ヶ所のハッチも設けられた。これは、軌道上において宇宙遊泳を行なうためにも用いられる。大気圏内での非常脱出用に射出座席も装備された。大気圏再突入時は、降下速度を抑え着地点制御を行うために、部分的に揚力を利用できるように重心位置がオフセットに配置・設計されており、ロール運動により降下コースを一定程度制御を行なえる。航法装置やテレメータを含む通信機器なども再突入部内にある。音声通信装置はUHF2機、HF1機。
軌道上におけるランデブー及びドッキングもジェミニ計画の目的であり、レーダー及びドッキング装置も円錐/ロートの先端部分に有していた。パラシュートも先端部分に格納している。大気圏降下時は先導パラシュートの開傘後、3個の主パラシュートが開傘する。このほか、再突入時の姿勢制御システム (RCS) のスラスタも先端部に装備された。RCSは2系統準備され、冗長性を確保していた。
マーキュリー宇宙船では、限定された逆噴射装置を有しているものであったが、ジェミニ宇宙船では強化された推進部および逆噴射装置を有し、姿勢制御用のスラスターも備えている。推進部・逆推進部は円錐の底辺部に付いている。推進剤はヒドラジン/四酸化二窒素を用い、逆噴射装置のみ固体燃料ロケットである。推進部は、軽量化のためにマグネシウム合金を構造体に用いており、軌道姿勢制御システム (OAMS) が設けられている。OAMSは16基の小型エンジンであり、姿勢制御に用いる。このほか、チタン製の酸化剤/燃料タンクや生命維持装置の一環である冷却装置も推進部に設けられた。
再突入時は、まず推進部が分離されて、逆噴射装置が作動、さらに逆噴射部を切り離し、再突入部のみが帰還する。再突入部は耐熱シールドに覆われており、再投入時の熱に耐えるようになっている。逆噴射装置は4基のロケットが、底部中央付近に集中して配置されている。
2人乗り宇宙船の計画は1959年より検討されていたが、1961年に本格検討に入り、1962年1月にマーキュリー・マークII (Mercury Mark II) からジェミニに名称変更され、正式計画となった。パラグライダーを用いて地上への滑空着陸も検討されたが、これは放棄され、パラシュートによる洋上着水となった。
元々短期間のミッションしか想定されていなかったマーキュリー宇宙船と異なり、前述の通り最大で2週間程度のミッションが想定されていたため、トイレこそ搭載されなかったものの、小便については吸引器を使ってバッグに吸い出す仕組みが用意された（ただし、実際には陰茎に取り付けるパイプ部分からの尿もれなどがしばしば発生した）。一方大便については排便用のプラスチックバッグに用を足したあと（発酵によるガスの発生を防ぐため）防腐剤を入れてよくこね回し、倉庫に収納することとされたが、実際のミッションでは防腐剤が十分混ざらずにバッグが破裂するトラブルも発生した（詳細はジェミニ7号#エピソードを参照）。また排便量を減らすため、搭乗員は（マーキュリー宇宙船の場合と同様に）打ち上げ3日前から食事量を制限された。
発展型ジェミニとして、ジェミニ宇宙船の再利用や軍用利用、長期滞在型利用も構想されたが、実用化には至らなかった。

## 要目
長さ5.8メートル
最大直径3.0メートル
最大重量3.8トン